# Spectrale efficiëntie
Spectrale efficiëntie is een maat voor de efficiëntie van het coderen van informatie in een analoog signaal. Een signaal is uit bits opgebouwd en deze kunnen met een bepaalde snelheid worden verzonden. Spectrale efficiëntie wordt uitgedrukt in bits per seconde per hertz, als symbool wordt vaak η, de Griekse letter èta, gebruikt. De maximale spectrale efficiëntie voor een bepaalde bandbreedte hangt samen met de shannonlimiet, hoe hoger de signaal-ruisverhouding, hoe hoger de maximale spectrale efficiëntie is. Voor een signaal-ruisverhouding van 30 dB bijvoorbeeld is de maximale spectrale efficiëntie 10 bits/s/Hz.
Omdat draadloze bandbreedte een schaars goed is wordt er steeds meer belang gehecht aan spectrale efficiëntie. Sommige radiolicenties gaan zelfs zover een bepaalde minimum spectrale efficiëntie te vereisen. Het is niet zo dat een lage spectrale efficiëntie automatisch betekent dat het kanaal inefficiënt wordt gebruikt: bij spread-spectrum systemen is er sprake van lage spectrale efficiëntie, maar kunnen wel meer kanalen over elkaar worden gebruikt zodat de totale efficiëntie toch goed is.
Een goede spectrale efficiëntie, voor een enkel kanaal, kan worden bereikt door gebruik te maken van efficiënte modulatiemethoden als QPSK, QAM-64 en efficiënte kanaalcoderingsmethoden als turbocodes en low-density parity-check codes.